# Parapua (geslacht)
Parapua is een geslacht van spinnen uit de familie Micropholcommatidae.

## Soorten
- Parapua punctata Forster, 1959